# Vasilij Rudenkov
Vasilij Vasilijevitj Rudenkov (ryska: Василий Василъевич Руденков; belarusiska: Васілъ Васілевіч Рудзянкоў: Vasil Vasiljevitj Rudziankoŭ), född 3 maj 1931 i  Zjlobin i Vitryska SSR i Sovjetunionen  (nu Belarus), död 2 november 1982, var en sovjetisk friidrottare.
Rudenkov blev olympisk mästare i släggkastning vid  olympiska sommarspelen 1960 i Rom.